# Neutralismo

Manifesto pacifista socialista

Il neutralismo fu una posizione politica culturale diffusa nel Regno d'Italia allo scoppio della prima guerra mondiale che consisteva nell'opposizione all'intervento militare italiano nel conflitto, sostenendo invece la necessità di mantenere una posizione di neutralità. Le principali forze politiche neutraliste furono i liberali giolittiani, i socialisti e i cattolici.

## Storia
Con lo scoppio della prima guerra mondiale in Italia andò a costituirsi un fronte interventista a sostegno dell'entrata in guerra della nazione. Nonostante ciò la gran parte del governo, a partire da Giovanni Giolitti, ex presidente del Consiglio dei ministri, si era schierata sul fronte neutralista: sulla linea giolittiana si erano posti in un primo tempo socialisti riformisti del calibro di Ivanoe Bonomi, Leonida Bissolati, l'allora direttore dell'Avanti! Benito Mussolini (che faceva invece riferimento all'ala massimalista del socialismo italiano) e buona parte del fronte cattolico. Per Giolitti la guerra sarebbe costata un prezzo troppo alto per l'Italia, sia in termini umani sia in termini economici. 
Se i liberali giolittiani avevano assunto una posizione prudente, più rivolta alla previsione delle modifiche dell'equilibrio sociale derivanti da una guerra, sul fronte cattolico vi erano posizioni più diversificate: dalla posizione integrista, di un'ostilità allo Stato liberale animata da una base filosofica che descriveva la guerra come una punizione divina contro la degenerazione dei costumi politici e sociali, a quella democratico-popolare, che interpretava le esigenze delle classi medio-povere, ben lontane dalla guerra. Inoltre per i cattolici la guerra avrebbe significato un conflitto contro uno stato di grande tradizione cattolica: l'Impero austro-ungarico. 
Per i socialisti, infine, la posizione neutralista fu una naturale conseguenza della tradizione internazionalista di costanza pacifista, ma in Italia questa assunse una sfumatura lievemente diversa, basata sulla formula del "né aderire né sabotare", seguendo la quale si discostarono dalla Seconda internazionale negando alla Camera l'approvazione dei crediti di guerra. I socialisti vedevano inoltre nella guerra un affare per i ricchi industriali e i produttori di armamenti.